# Елизабет фон Берг
Елизабет фон Берг (на немски: Elisabeth von Berg; * ок. 1346; † сл. 1388) е графиня от Берг и чрез женитба графиня на Валдек (1363 – 1388).

## Произход
Тя е дъщеря на граф Герхард фон Юлих-Берг († 1360) и съпругата му Маргарета фон Равенсберг-Берг († 1389), дъщеря и наследничка на граф Ото IV фон Равенсберг († 1328) и на Маргарета от Берг-Виндек († 1346). Сестра е на Вилхелм II (1348 – 1408), от 1380 г. първият херцог на Берг, и на Маргарета († 1425), омъжена 1369 г. за граф Адолф III фон Марк († 1394).

## Фамилия
Елизабет се омъжва през 1363 г. за граф Хайнрих VI фон Валдек (ок. 1340 – 1397), син на граф Ото II фон Валдек († 1369) и на първата му съпруга Матилда (Мехтхилд) фон Брауншвайг-Люнебург († 1357). След женитбата Хайнрих VI става през 1363 г. сърегент с баща си. Те имат децата:
- Хайнрих VII († сл. 1442), женен ок. 27 август 1398 г. за Маргарета фон Насау († сл. 1432)
- Адолф III (1362 – 1431), женен 1387 г. за Агнес фон Цигенхайн († 1438)
- Маргарета († 1395), омъжена пр. 28 юни 1393 г. за граф Бернхард VI фон Липе († 1415)
- Елизабет († 1423), омъжена I. сл. 1373 г. за граф Херман III фон Еберщайн († 1393/1395), II. на 25 април 1395 г. за граф Ернст VII фон Глайхен-Тона († 1414/1415)
- Ирмгард († сл. 1408), омъжена 1 февруари 1384 г. за граф Херман IV фон Еберщайн († 1413/1429)
- Мехтхилд († 1442), каноничка в Есен 1400, абатиса в манастир Хеерсе (1400 – 1410), абатиса в манастир Херфорд (1409 – 1412)
- Елизабет Млада († 1495), абатиса в манастир Кауфунген 1444.